# Biserica „Sfinții Voievozi” din Târgu Jiu
Biserica „Sfinții Voievozi” din Târgu Jiu este un monument istoric aflat pe teritoriul municipiului Târgu Jiu.
Biserica „Sfinții Voievozi”, aflată în Piața Victoriei, în fața Palatului Comunal, este ctitoria negustorilor Dobre Sîrbu și Radu Cupetu ale căror portrete pot fi văzute în pronaos. Construcția s-a realizat între 1748-1764, imobilul fiind cunoscut și sub numele Biserica Negustorilor, Biserica Domnească și chiar Biserica "de la Jii". Planul bisericii este în formă de cruce. Construcția a suferit de-a lungul timpului mai multe intervenții care nu i-au alterat forma originală. În 1843, cu ajutorul lui Pavel Kisseleff se zugrăvește și înfrumusețează catapeteasma, iar în 1855 pictura în stilul bizantin este acoperită cu pictura în stilul renașterii de către pictorul Mișu Popp.

## Galerie

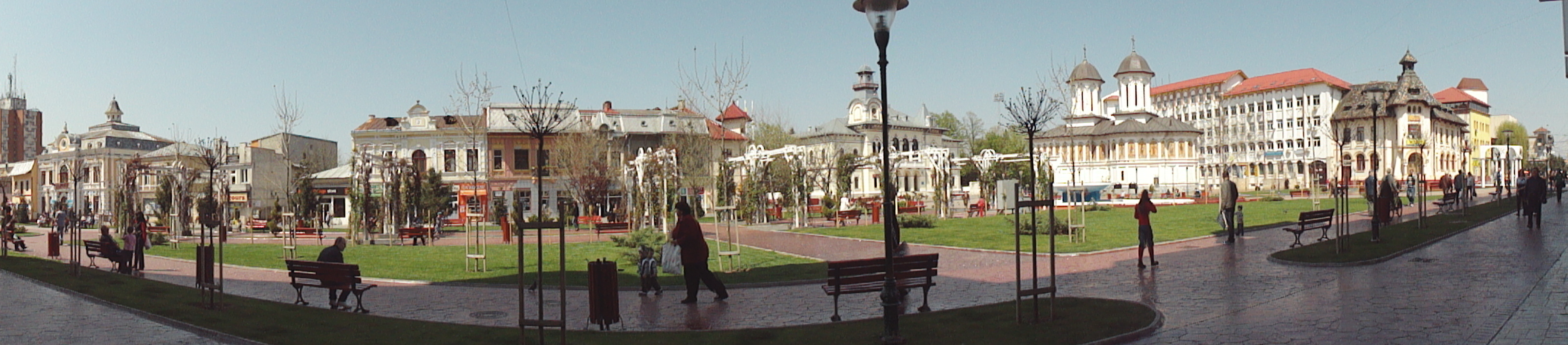
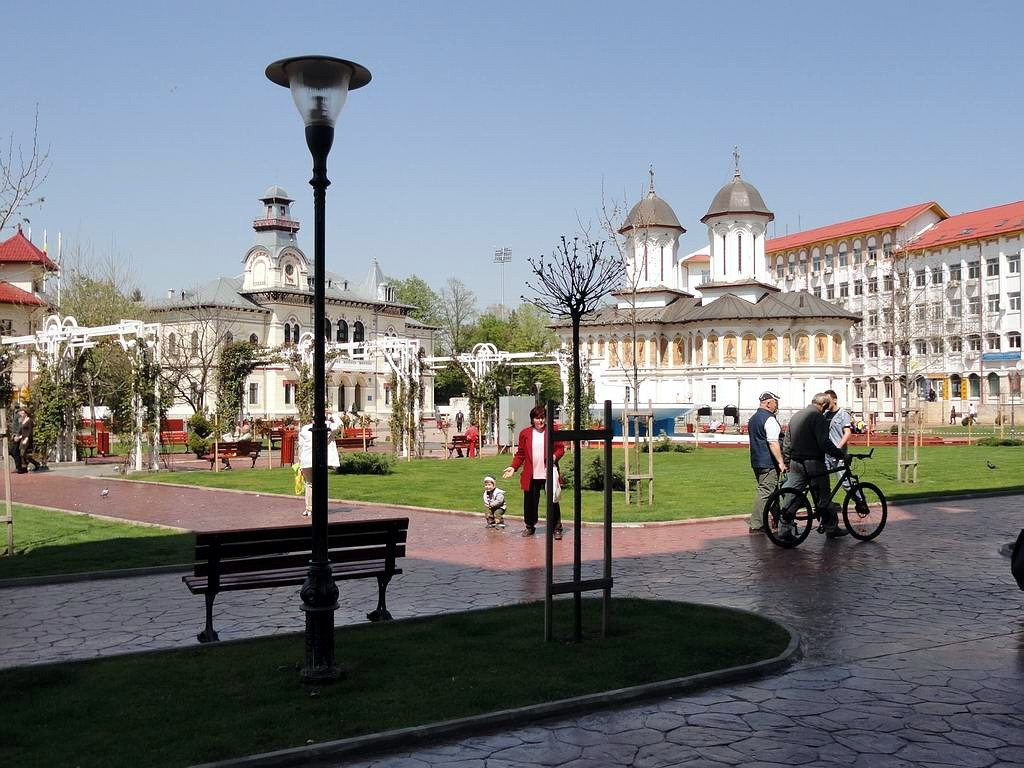
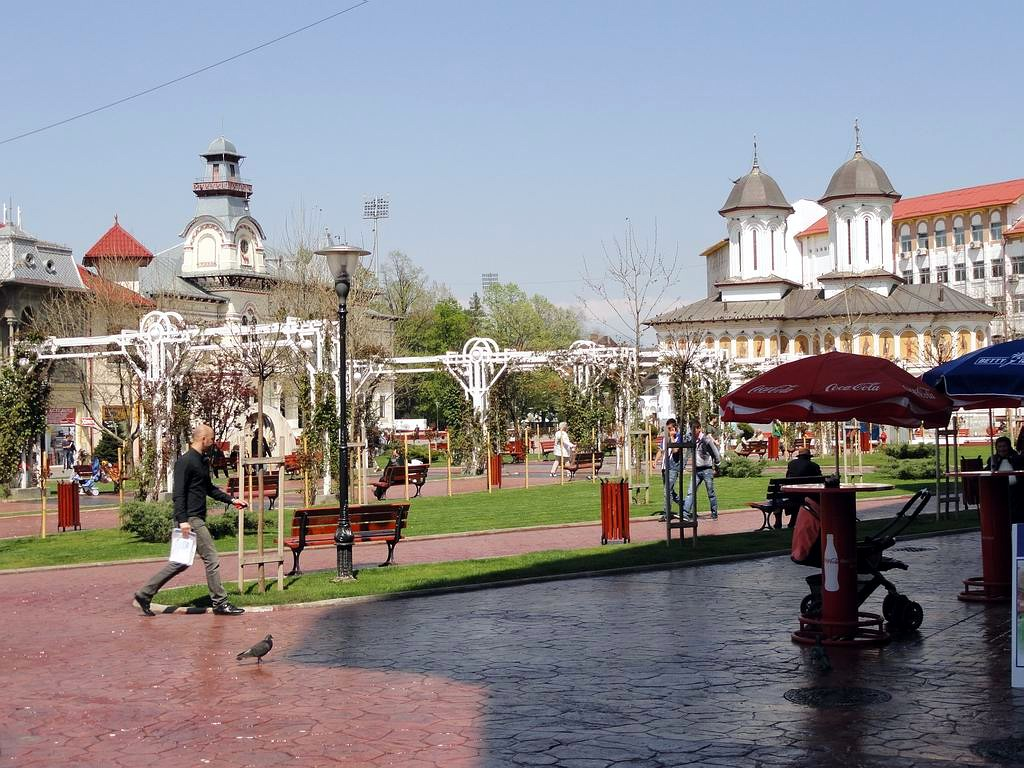
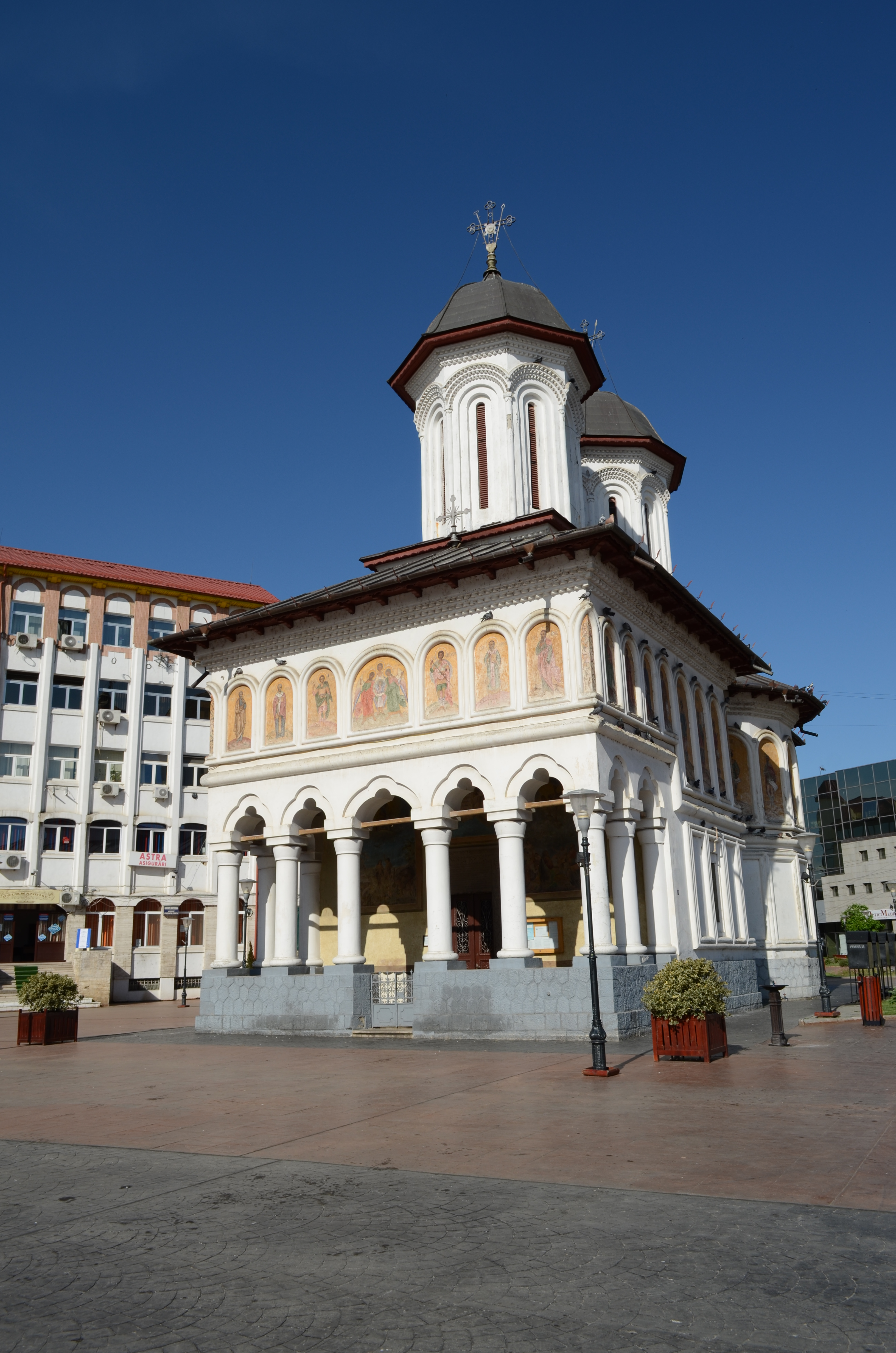